# Iceberg B-9

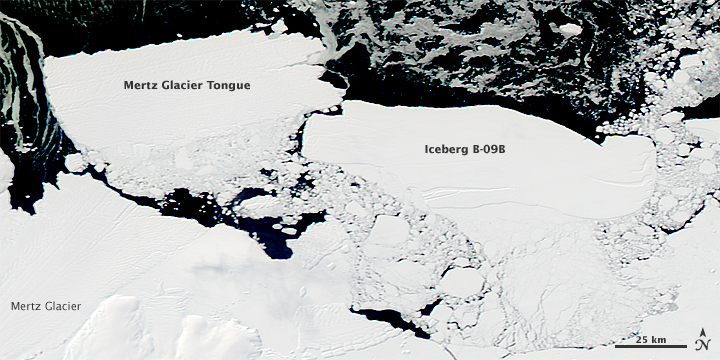
Iceberg B-9B colisionando con el glaciar Mertz, 20 de febrero de 2010

El Iceberg B-9 era un iceberg que se gestó en 1987, midió 154 km (96 millas) de largo y 35 km (22 millas) de ancho con un área total de 5390 km2 (2080 millas cuadradas). Es uno de los icebergs más largos jamás registrados. Su creación tuvo lugar al este del de B-15.
A partir de octubre de 1987, el Iceberg B-9 se desplazó durante 22 meses y cubrió 2000 km (1200 millas) en su recorrido. Inicialmente, B-9 se trasladó al noroeste durante siete meses antes de ser arrastrado hacia el sur por una corriente submarina que finalmente llevó a su colisión con la plataforma de hielo Ross en agosto de 1988. Luego hizo un giro de 100 km (62 mi) de radio antes de continuar su deriva al noroeste. B-9 se movió a una velocidad promedio de 2.5 km (1.6 mi) por día sobre la plataforma continental, el movimiento fue medido por posiciones de satélites NOAA-10 y DMSP, y las posiciones de boya de datos ARGOS. A principios de agosto de 1989, B-9 se dividió en tres grandes piezas al norte de Cape Adare. Estas piezas fueron B-9A, 56 por 35 km (35 millas × 22 millas), B-9B, 100 por 35 km (62 millas × 22 millas), y B-9C, 28 por 13 km (17.4 millas × 8.1 millas ).
B-9B se desplazó hacia el glaciar Mertz en la costa de Jorge V, donde se detuvo junto al glaciar y permaneció allí durante dieciocho años. El 12 o 13 de febrero de 2010, el Iceberg B-9B colisionó con la lengua flotante gigante del glaciar Mertz y cortó un nuevo iceberg que medía 78 km (48 millas) de longitud y 39 km (24 millas) de ancho. Los dos icebergs comenzaron a flotar juntos a unos 100-150 km (62-93 millas) de la costa este de la Antártida.
En diciembre de 2011, el Iceberg B-9B se abrió paso en Commonwealth Bay y se dividió en tres piezas principales, algunas de las cuales se congelaron en el fondo del mar. El enorme iceberg impidió que tres barcos turísticos llegaran a la Antártida para conmemorar el centenario del viaje polar del explorador australiano Douglas Mawson, que desembarcó en Cabo Denison el 8 de enero de 1912 y construyó un complejo de cabañas que aún permanecen en pie. Los tres barcos turísticos intentaron alcanzar la capa, pero tuvieron que regresar debido a las condiciones inusualmente duras causadas por la posición del B-9B en la bahía. Una portavoz de la división antártica del gobierno australiano dijo que: "Hay condiciones inusuales de hielo ... que afectan a todos los barcos turísticos que están bajando allí porque los barcos turísticos no tienen capacidad para romper el hielo". Tienen helicópteros, por lo que su capacidad para llegar a cualquier lugar cerca del área de las cabañas de Mawson es básicamente detenida ". El Iceberg B-9B podría permanecer en Commonwealth Bay durante la próxima década.